# Heutige Weltkunst
Das politische Gedicht „Heutige Weltkunst“ wurde im Jahre 1654 zur Zeit des Barock von dem deutschen Dichter Friedrich von Logau (1605–1655) verfasst. Es befasst sich gesellschaftskritisch mit den Charakteren der damaligen Zeit. Dabei verfolgt es das Ziel, gesellschaftliche Missstände aufzuklären und diese nach Möglichkeit zu verbessern.

## Text
Heutige Welt-Kunſt
ANders ſeyn, und anders ſcheinen:
Anders reden, anders meinen:
Alles loben, alles tragen,
Allen heucheln, ſtets behagen,
Allem Winde Segel geben:
Bös- und Guten dienſtbar leben:
Alles Thun und alles Tichten
Bloß auff eignen Nutzen richten;
Wer ſich deſſen wil befleiſſen
Kan Politiſch heuer heiſſen.
modernisiert:
Heutige Weltkunst
Anders sein und anders scheinen,
Anders reden, anders meinen;
Alles loben, alles tragen,
Allen heucheln, stets behagen,
Allem Winde Segel geben,
Bös’ und Guten dienstbar leben;
Alles Tun und alles Dichten
Bloß auf eignen Nutzen richten:
Wer sich dessen will befleißen,
Kann politisch heuer heißen.

## Form und Inhalt
Die einzige Strophe des Gedichtes besteht aus 10 Versen. Versmaß ist ein vierhebiger Trochäus, der mit einer weiblichen Kadenz endet. Friedrich von Logau wendet in seinem Gedicht Stilmittel der Klassischen Rhetorik an, wie sie in der europäischen Geistesgeschichte seit Aristoteles entwickelt worden sind, und die in der Literatur des Barocks besonders geschätzt und angewendet wurden.
In dem Gedicht selbst geht es um Sein und Schein, die menschliche Natur, Egoismus, Charakterzüge und Werte, die zu erzielen oder zu kritisieren sind.

## Interpretation
Vers 1
Anders meint sich zu unterscheiden, etwas Besonderes zu sein. Das „und“ in diesem Zusammenhang kann man interpretieren als die Verbindung zwischen Schein und Sein, zwischen diesen besteht ein minimaler bis kein Unterschied. Passend zum Barock bedeutet Schein gleich sein, man gab sich anders als man war, trug zum Beispiel Perücken und viel Make-Up. Darauf verweisen die zwei Alliterationen, die Anapher, die Epipher, der Parallelismus, der Pleonasmus und vor allem das Paradoxon, welches den scheinbaren Widerspruch im ersten Vers unterstreicht.
Vers 2
In Vers 2 wird angedeutet, dass die Menschen oft nicht ihre eigene Meinung oder das was richtig und wichtig ist vertreten. Reden und Meinen ist durch ein Komma getrennt, sollte aber das Gleiche bedeuten. Durch die visuelle Trennung wird deutlich, dass dies im Barock nicht der Fall war. Lediglich nach den epochalen Idealen sollte gelebt werden, das sieht man unter anderem an der Alliteration, der Anapher und dem Parallelismus, welche die beiden Wörter einerseits verbinden, sie andererseits aber isolieren.
Vers 3
Das „Alles loben, alles tragen“ in Vers 3 bedeutet, dass man selbst dem zustimmt, was man nicht vertritt, sich selber also anzulügen und dem „falschen“ zuzustimmen. Die Menschen im Barock wurden durch den Absolutismus gelenkt, sie selbst hatten also nichts zu sagen und vertraten auch das was sie nicht gut fanden. Positive Verben werden im Kontext negativ dargestellt. Alliteration, Anapher, Hyperbel, Ironie und Parallelismus verstärken diesen Effekt des Widerspruchs.
Vers 4
Im nächsten Vers bedeutet „Allen heucheln“ so viel wie sich bei allen einschleimen und lügen in Kauf zu nehmen. „Stets behagen“ bezieht sich in dem Zusammenhang, darauf sich oberflächlich immer und überall wohlzufühlen. Trotz der Zeit des Barock und dem damit verbundenen Dreißigjährigen Krieg sollte es so scheinen, als wäre alles perfekt. Heucheln ist ein negativ besetztes Wort und auch „behagen“ verbindet man eher mit dem Wort Unbehagen, dies lässt sich auch mit der im Vers vorkommenden Hyperbel und Ironie belegen. Das lyrische Ich macht sich über diese offensichtliche Falschheit lustig.
Vers 5
In Vers 5 bedeutet „Allem Winde Segel geben“ so viel wie jedem Gerücht Feuer oder eine Grundlage geben, öffnet man bei egal jedem Wind das Segel, so kann es kaputt gehen. Die Unehrlichkeit und der scheinbare Glanz des Barock werden hier auch wieder deutlich. Der syntaktisch sehr altmodisch gehaltene Vers beinhaltet eine Allegorie, eine Hyperbel, eine Ellipse und ein Symbol. Diese vertiefen einerseits die generelle Kritik an der Gesellschaft des Barock, zeigen aber auch die Symbole des Barock deutlich und vertreten diesen, so steht die Seefahrt in Zeiten des Barock für Gefahr, aber auch für Freiheit.
Vers 6
In Vers 6 wird deutlich, dass es im Barock nicht relevant war, ob man Gut oder Böse ihm diente, ganz nach dem Absolutismus war es lediglich wichtig, dass man im diente. „Leben“ bedeutet in diesem Zusammenhang ein ganzes Leben lang, diese These wird vor allem durch die syntaktisch altmodische Formulierung und die zahlreichen Stilmittel unterstützt. Zu finden sind eine Allegorie, eine Metonymie, eine Oxymoron, eine Paradoxon, eine Personifikation, eine Antithese und eine Ellipse. Durch das Hervorheben der im Barock geltenden Werte wird eine unterschwellige Kritik deutlich.
Vers 7
In Vers 7 wird erneut die erzwungene Unterwürfigkeit deutlich, allerdings auch das gewollte „tichten“ von Geschichten, sein Leben also etwas aus zu schmücken. „Tichten“ ist eine Wortveränderung und bedeutet so viel wie dichten, weitere Stilmittel sind eine Alliteration, eine Anapher, eine Antithese, eine Neulogismus, eine Oxymoron und ein Paradoxon. Diese verstärken erneut die durchklingende Kritik.
Vers 8
Aufgrund des Absolutismus wird in Vers 8 der Egoismus des Barock deutlich, dabei geht es darum, lediglich für sich zu sorgen und sich nicht um andere zu kümmern. Um die altmodische Denkweise zu hinterfragen, wird eine syntaktisch altmodische Wortstellung verwendet.
Vers 9
Befleißen bedeutet in Vers 9 so viel wie Identifizieren, sich also mit dem Gedicht widerspiegelnden Bild des Barock, identifizieren können. Dabei ist das Bild des Barock sehr negativ gehalten und wird auch in Vers 9 durch Stilmittel wie einer Hyperbel, einer Inversion, einer Ironie und einem Neologismus negativ hervorgehoben.
Vers 10
In Vers 10 wird dann eine Art Fazit gezogen, wer sich mit dem Charakterbild des Barock identifizieren kann und den ernannten Merkmalen zustimmt, „kann politisch heuer heißen“, bedeutet also, wer sich mit dem Barock identifizieren kann und nur „schlecht“ genug war, der kann zu dieser Zeit auch Politiker werden. Eine weitere Kritik an dem Barock ist also, dass nur der erfolgreich und mächtig werden konnte, der sich unterworfen hat. Stilmittel hierfür sind eine Inversion, eine Alliteration, eine Antithese bezogen auf das Ganze, eine Ironie und ein Paradoxon.
Schluss
Zusammenfassend kann man sagen, dass das Gedicht „Heutige Weltkunst“ die Kultur des Barock kritisiert. Dabei nutzt Friedrich von Logau lediglich die indirekte Kritik, indem er Ironie, Hyperbel und Paradoxe verwendet, so oft es geht. Bezogen auf die oben genannte Deutungshypothese lässt sich sagen, dass sich die vermutete Gesellschaftskritik bestätigt hat, nicht aber die vermuteten Ansätze zur Besserung. „Heutige Weltkunst“ ist für die Zeit des Barock eher ein untypisches Gedicht, da es sich anders als andere Gedichte nicht mit der „memento mori“, „carpe diem“ und „vanitas“ beschäftigt, sondern mit Gesellschaftskritik befasst. Adressiert ist das Gedicht zwar an die Zeitgenossen des Dichters, ist aber, was seine Kritik an der politischen Kultur betrifft, von allgemeiner Gültigkeit und Aktualität.